# Chapter 1: The End
Chapter 1: The End è il secondo album in studio del gruppo hip hop statunitense Three 6 Mafia, pubblicato nel 1996.

## Tracce
1. Our Arrival – 0:54
2. Stomp – 4:10
3. Money Flow (featuring K-Rock) – 4:06
4. Late Nite Tip – 5:16
5. Gotcha Shakin' – 6:14
6. I Ain't Goin' – 3:54
7. Good Stuff – 4:16
8. Walk Up 2 Yo House – 4:33
9. In 2 Deep – 3:50
10. Last Man Standing (featuring Gangsta Blac & M-Child) – 5:03
11. Destruction Terror – 3:57
12. Body Parts (featuring Prophet Posse) – 5:30
13. Where's Da Bud – 3:57
14. Gette'm Crunk – 4:24
15. Where da Killaz Hang (featuring Project Pat) – 5:19
16. The End – 4:16
17. Life or Death (featuring Killa Klan Kaze) – 4:14